# Cistus heterophyllus

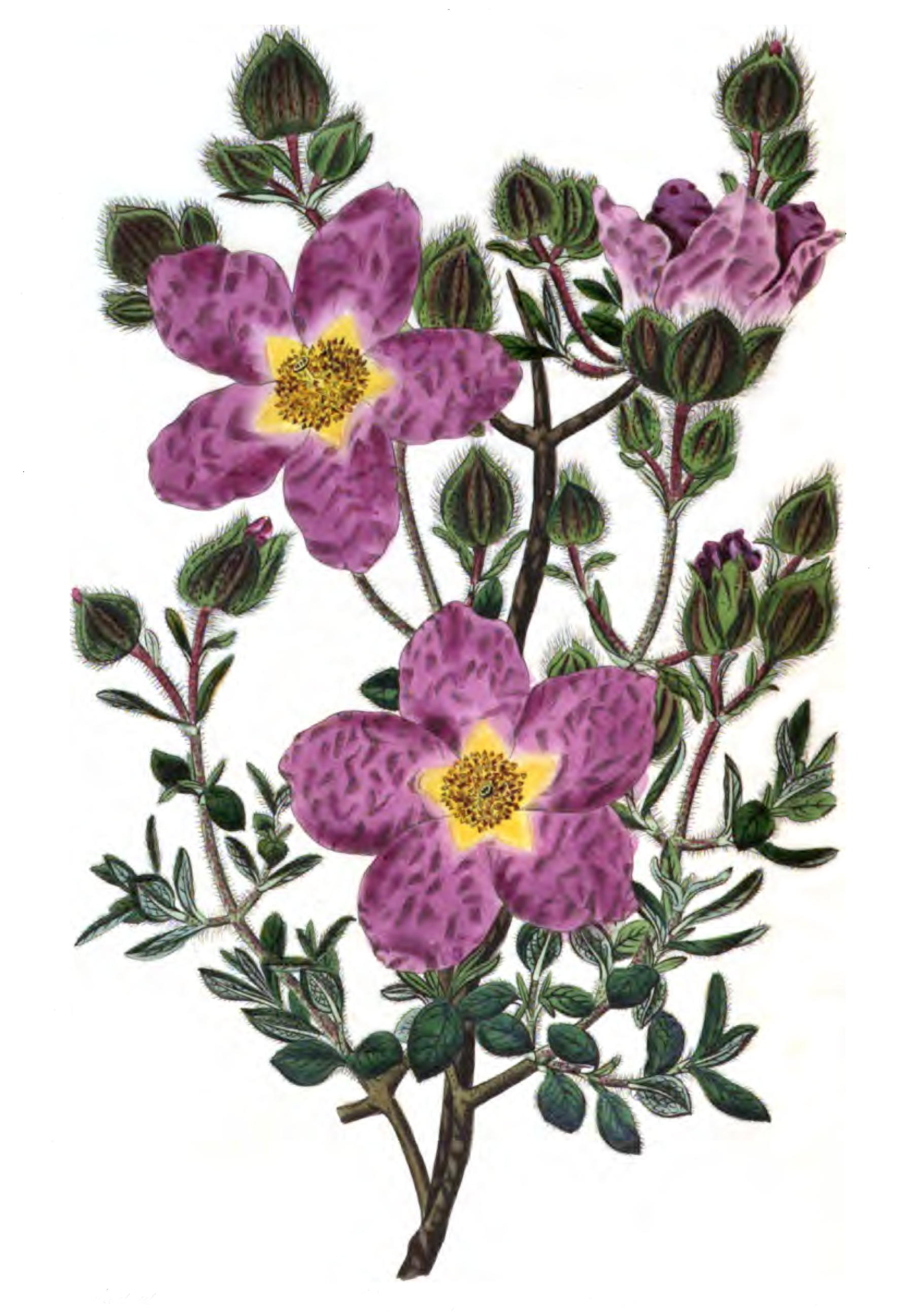
Cistus heterophyllus heterophyllus

Cistus heterophyllus es una especie, de la familia de las cistáceas, iberoafricana, es decir, está presente tanto en el Norte de África (Marruecos y Argelia) como en España, concretamente en la Región de Murcia y Valencia.

## Descripción
Se trata de una jara arbustiva que puede llegar a medir hasta un metro de altura y que habita en matorrales termófilos mediterráneos. 

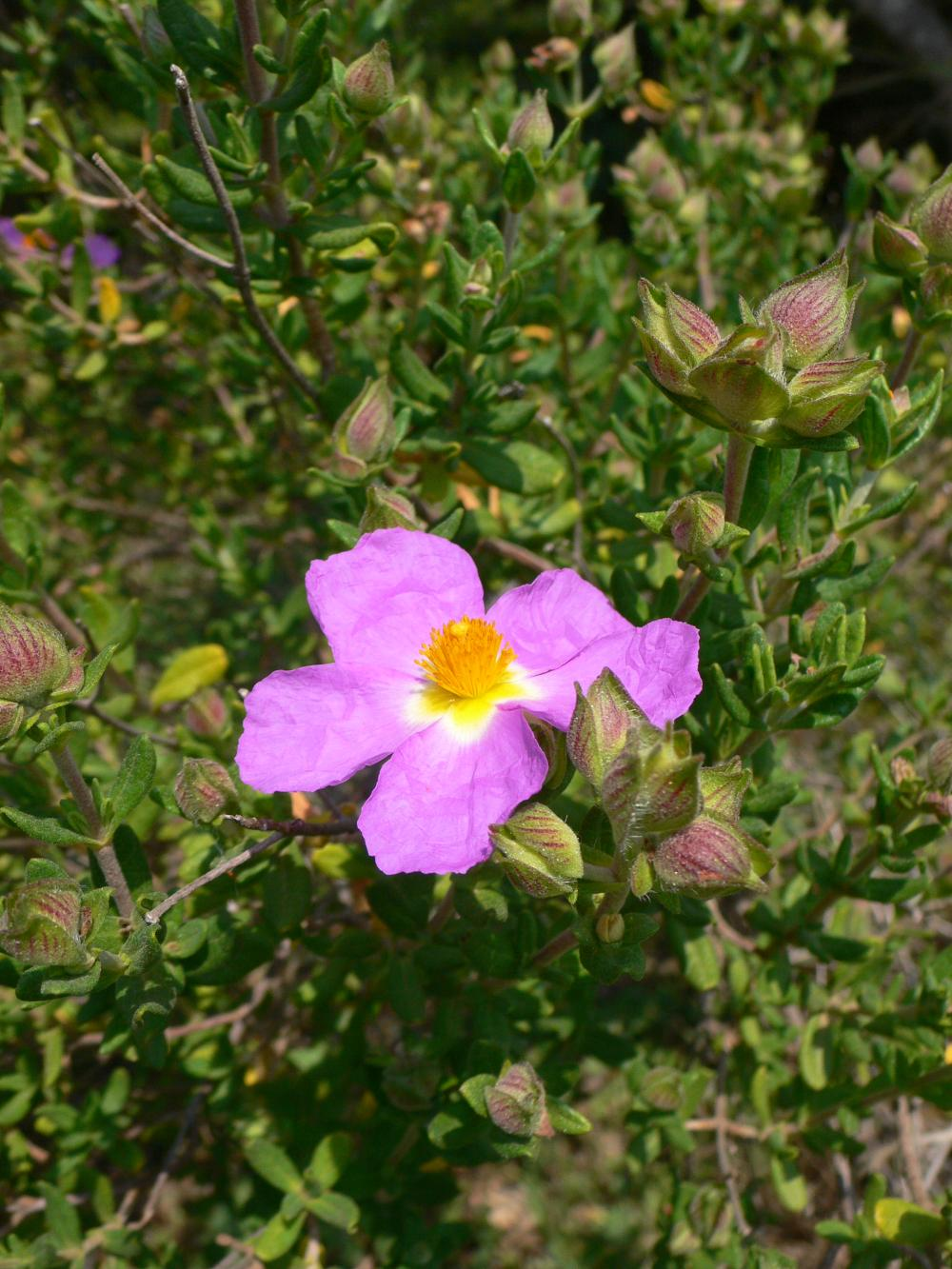
Flor (C. heterophyllus subsp. carthaginensis)

## Taxonomía
Cistus heterophyllus fue descrita por René Louiche Desfontaines y publicado en Fl. Atlant. 1: 411, t. 104. 1798
Etimología
Cistus: nombre genérico que deriva del griego kisthós latinizado cisthos = nombre dado a diversas especies del género Cistus L. Algunos autores pretenden relacionarla, por la forma de sus frutos, con la palabra griega kístē = "caja, cesta".
heterophyllus: epíteto latino  que significa "con hojas diferentes".
Subespecies
Se han descrito dos subespecies diferentes:
- Cistus heterophyllus heterophyllus para el Norte de África

- Cistus heterophyllus carthaginensis para las poblaciones en el Levante español. Denominada comúnmente como "jara de Cartagena". La población de esta subespecie ha sido evaluada como en peligro crítico de extinción, al conservarse escasos ejemplares en estado silvestre.

Sinonimia
- Cistus asperifolius Pomel